# Ernst Estlander
Ernst Henrik Estlander (né le 18 septembre 1870 à Helsinki – mort le 5 février 1949 à Helsinki) est un professeur d'histoire du droit et homme politique du  Parti populaire suédois de Finlande.

## Biographie
Il est député du Parti populaire suédois de Finlande à la Diète de Finlande de 1897 à 1906 et au  Parlement de Finlande de 1907 à 1913 puis de 1916 à 1945. 
Il est le neveu de Carl Gustaf Estlander.